# Velika Vrbnica
Velika Vrbnica (Servisch: Велика Врбница) is een plaats in de Servische gemeente Aleksandrovac. De plaats telt 470 inwoners (2002).